# El Paso-Raffinerie
Die El Paso-Raffinerie (englisch: El Paso Refinery) von Marathon Petroleum ist eine US-amerikanische Raffinerie in El Paso im Bundesstaat Texas. Sie ist 1993 aus der Fusion von zwei kleineren Raffinerien entstanden.

## Geschichte
Als erste der beiden Werksteile wurde 1928 das Nordwerk von der Standard Oil of California erbaut. Das südliche Werk wurde 1931 von der Texas Company errichtet. 1972 wurde der Nordteil stark modernisiert. Beide Teile sind nur durch die Trowbridge Avenue getrennt.
1993 wurden die beiden bis dahin unabhängigen Raffinerien zu einem Joint Venture zusammengeführt.
2003 wurde der ChevronTexaco-Anteil an der Raffinerie an den Joint-Venturepartner Western Refining veräußert. Mit der Akquisition von Western Refining durch Andeavor gelangte die Raffinerie 2017 zur Andeavor.
Mit der Übernahme von Andeavor durch Marathon Petroleum in 2018 wurde diese zur neuen Besitzerin der El Paso-Raffinerie.

## Technische Daten
Die mittelgroße und mittelkomplexe Raffinerie wird über eine 450 Kilometer lange Pipeline mit Rohöl versorgt. Hauptsächlich kommt West Texas Intermediate und die saure Sorte WTS zur Verarbeitung.

### Verarbeitungsanlagen
- Atmosphärische Destillation
- FCC-Einheit
- Alkylierung
- Reformer[3]